# География Доминики

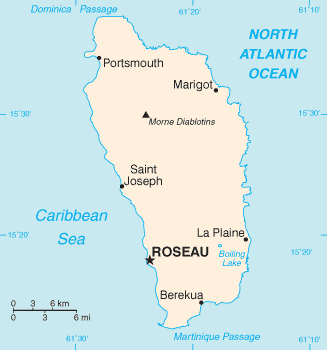
Карта Доминики

Доминика — остров вулканического происхождения в составе Малых Антильских островов в Карибском море. Был назван по-испански в честь дня его открытия — воскресенья. Омывается с востока водами Атлантического океана, а с запада Карибским морем. На севере отделяется проливом Доминика от о. Гваделупа, на юге — проливом Мартиника от одноимённого острова.
Остров горист, имеется несколько вулканов. Самый высокий — Дьяблотен (1447 м). Сейчас на Доминике нет действующих вулканов, но вулканическая деятельность проявляется в виде гейзеров, горячих источников и небольших озёр с кипящей водой. На побережье — пляжи с чёрным и жёлтым песком.
Климат тропический, влажный, жара смягчается пассатными ветрами. Средние месячные температуры — от 25 до 27°С. Наилучшая погода — с ноября по март. С июля по сентябрь — период ураганов.
Растительный покров весьма богат. Сохранились тропические леса. Животный мир представлен, в основном, птицами.
Длиннейшая река острова — Лаю.
Общая площадь — 754 км². Численность населения — около 73,9 тыс. человек.